# أكيو موريتا
أكيو موريتا (باليابانية: 盛田昭夫) موريتا هو اسم العائلة (26 يناير 1921 – 3 أكتوبر 1999) ولد في توكونامه، آيتشي اليابان وتوفي في العاصمة اليابانية طوكيو) هو من أهم الأشخاص في القرن العشرين، من الشركاء المؤسسين لشركة سوني العالمية.

## سيرة حياته
ولد موريتا لعائلة تعمل في إنتاج الساكه والميسو وصلصة الصويا في شبه جزيرة تشيتا، محافظة آيتشي.
درس موريتا في جامعة أوساكا ليصبح فيزيائياً، وعمل كضابط في البحرية اليابانية خلال الحرب العالمية الثانية، وتعرف على شريكه ماسارو إيبوكا في لجنة الأبحاث الحربية اليابانية.

### سوني
بعد انتهاء الحرب العالمية الثانية، وبالتحديد في 7 مايو 1946 أسسا معاً شركة طوكيو التقنية للاتصالات عن بعد (Tokyo Tsushin Kogyo Kabushiki Kaisha) والتي تحولت فيما بعد ليصبح اسمها سوني.
في مطلع حقبة التسعينيات من القرن العشرين، اشتهر اسم موريتا بسبب مشاركته في تأليف الكتاب المسبب لكثير من الجدل: اليابان التي تستطيع أن تقول لا مشاركة مع السياسي الياباني شينتارو إيشيهارا، حيث اشتركا معاً في انتقاد الطريقة الأمريكية لإدارة الأعمال، وفي المقابل حضا اليابان على أن تكون أكثر استقلالية فيما يتعلق بدورها في علاقاتها الخارجية وطريقتها في إدارة الأعمال.
في 25 نوفمبر 1994 أعلن مورينا استقالته من رئاسة مجلس إدارة شركة سوني، بعدما عانى من جلطة في المخ أثناء لعبه التنس. خليفته - نوريو أوجا - كان قد التحق بشركة سوني بعدما أرسل لهم خطاباً يشكو فيه من انخفاض جودة وكفاءة مسجلات الأشرطة التي تنتجها سوني.
ألف موريتا في فترة الستينات كتاباً سماه لا تهتم بالعلامات المدرسية، ركز فيه على أن العلامات المدرسية ليست هامة لنجاح الفرد ولا تؤثر على قدرته على النجاح في عمله الخاص.
عمل موريتا كذلك كنائب رئيس مجلس إدارة المؤسسة اليابانية للمنظمات الاقتصادية (كيدانرن) وكان عضواً في مجموعة العلاقات الاقتصادية اليابانية الأمريكية (الشهيرة بمجموعة الرجال الحكماء).
في عام 1982، نال موريتا ميدالية ألبرت من مجمع الفنون الملكي في إنجلترا، وهو كان أول ياباني يحصل على هذه الجائزة.
مات موريتا في عام 1999 عن عمر ناهز 78 عاماً.

## وصلات خارجية
- أكيو موريتا على موقع الموسوعة البريطانية (الإنجليزية)
- أكيو موريتا على موقع مونزينجر (الألمانية)
- أكيو موريتا على موقع إن إن دي بي (الإنجليزية)
- أكيو موريتا على موقع ديسكوغز (الإنجليزية)
- ترجمة شركة سوني